# MadPlayer
 (septembre 2023).
La mise en forme du texte ne suit pas les recommandations de Wikipédia : il faut le « wikifier ».
Les points d'amélioration suivants sont les cas les plus fréquents. Le détail des points à revoir est peut-être précisé sur la page de discussion.
- Les titres sont pré-formatés par le logiciel. Ils ne sont ni en capitales, ni en gras.
- Le texte ne doit pas être écrit en capitales (les noms de famille non plus), ni en gras, ni en italique, ni en « petit »…
- Le gras n'est utilisé que pour surligner le titre de l'article dans l'introduction, une seule fois.
- L'italique est rarement utilisé : mots en langue étrangère, titres d'œuvres, noms de bateaux, etc.
- Les citations ne sont pas en italique mais en corps de texte normal. Elles sont entourées par des guillemets français : « et ».
- Les listes à puces sont à éviter, des paragraphes rédigés étant largement préférés. Les tableaux sont à réserver à la présentation de données structurées (résultats, etc.).
- Les appels de note de bas de page (petits chiffres en exposant, introduits par l'outil «  Source ») sont à placer entre la fin de phrase et le point final[comme ça].
- Les liens internes (vers d'autres articles de Wikipédia) sont à choisir avec parcimonie. Créez des liens vers des articles approfondissant le sujet. Les termes génériques sans rapport avec le sujet sont à éviter, ainsi que les répétitions de liens vers un même terme.
- Les liens externes sont à placer uniquement dans une section « Liens externes », à la fin de l'article. Ces liens sont à choisir avec parcimonie suivant les règles définies. Si un lien sert de source à l'article, son insertion dans le texte est à faire par les notes de bas de page.
- La présentation des références doit suivre les conventions bibliographiques. Il est recommandé d'utiliser les modèles {{Ouvrage}}, {{Chapitre}}, {{Article}}, {{Lien web}} et/ou {{Bibliographie}}. Le mode d'édition visuel peut mettre en forme automatiquement les références.
- Insérer une infobox (cadre d'informations à droite) n'est pas obligatoire pour parachever la mise en page.

Pour une aide détaillée, merci de consulter Aide:Wikification.
Si vous pensez que ces points ont été résolus, vous pouvez retirer ce bandeau et améliorer la mise en forme d'un autre article.
 (septembre 2023).
Le Madplayer était un appareil musical portable dont la vente a commencé en 2001. Il a été conçu par Alain Georges (alias Doctor Mad ) et un groupe d'ingénieurs et de musiciens qui ont commencé à y travailler en 1998.
Contrairement à d'autres appareils et logiciels dans le même domaine d'application, la technologie de composition musicale derrière MadPlayer n'était pas basée sur des boucles mais plutôt composée de plusieurs couches d'algorithmes qui généraient finalement chaque note pour chaque instrument, choisies sur la base de définitions des genres musicaux. Une technologie de synthétiseur embarquée était chargée de produire la musique basée sur la partition générée.
Selon Alain Georges, « le nom « MadPlayer » vient du fait que les « chansons » créées de toutes pièces par la technologie étaient basées sur des algorithmes (règles) dépendant uniquement du genre musical choisi par l'utilisateur, et à un moment donné d'expérimentation il a été décidé juste pour le plaisir de créer un nouveau « genre musical » qui mélangerait tous les algorithmes de tous les styles. Comme on peut le deviner, cela pouvait donner des résultats assez fous, et sonnait parfois comme s'ils avaient été composés par un "fou" ("mad") . J'ai donc appelé ce genre le style « Mad », et j'ai rapidement trouvé le nom commercial du dispositif de composition : le « MadPlayer ». » 
L'appareil utilisait des cartes mémoire SmartMedia à partir desquelles (et sur lesquelles) il pouvait lire un certain nombre de types de médias audio différents tels que les fichiers MP3, MIDI et KAR karaoké /MIDI. Sa liste de fonctionnalités comprenait :
- Compositeur de musique infinie
- Lecteur de fichiers MP3/wav/WMA/mid
- Synthétiseur/expandeur MIDI
- Mélangeur MIDI/Audio
- mixage des entrées vocales en temps réel (avec effets)
- lecteur de karaoké (affichant les paroles en temps réel)
- magnétophone
- mémoire flash interne + externe
- interface USB
- entrée/sortie audio analogique
- sortie audio numérique
- radio FM
- firmware évolutif avec de nouveaux genres musicaux, fonctionnalités, algorithmes, . . .

Le Madplayer a remporté de nombreux prix et été apprécié pour sa conception inventive, ses outils puissants et la qualité des séquences incluses, mais il était également considéré comme déroutant à utiliser.[réf. nécessaire]</link>
D'après le site doctor-mad.com, une liste non exhaustive de récompenses comprenait :
- Finaliste, Meilleur Nouveau Produit et Meilleure équipe de développement de produits, International Business Awards 2004
- Finaliste, Meilleur nouveau produit, American Business Awards 2003
- Lauréat du Prix de l'innovation du CES 2002
- Apple Expo, Paris – 2002 – Meilleur du Salon
- Produit le plus innovant du Show 2001, Mainstream Audio Tech TV

L'appareil était initialement vendu environ 200 $, mais son prix a chuté à 100 $ chez certains détaillants comme Fry's/Outpost.